# Pragfreden
För freden i Prag under Trettioåriga kriget år 1635, se Freden i Prag (1635).
Pragfreden kallas den fred, som slöts i Prag den 23 augusti 1866 mellan Preussen och Österrike vilken avslutade Tyska enhetskriget. 

## Bakgrund
Den sistnämnda avstod därigenom från sin tidigare ställning i Tyskland, samtyckte till Tyska förbundets upplösning, avträdde sina rättigheter i Slesvig och Holstein samt utfäste sig att betala 20 miljoner thaler i krigskostnader och att på förhand erkänna de nyordningar som Preussen hade för avsikt att genomföra i Nordtyskland. Särskilt omstridd blev därefter fredstraktatens 5:e artikel ("§ 5"): "Hans Majestät kejsaren av Österrike överlåter åt Hans Majestät konungen av Preussen alla sina i freden i Wien av den 30 oktober 1864 förvärvade rättigheter rörande hertigdömena Holstein och Slesvig, dock så att befolkningen i de nordliga distrikten av Slesvig skall avstås till Danmark, när den genom fri omröstning tillkännager sin önskan om att förenas med Danmark". 
Denna bestämmelse, som närmast genom Napoleon III:s inflytande kom in i traktaten, uppfattades inledningsvis i Danmark och Nordslesvig som ett löfte om återställande av hela det danska Nordslesvig, men den var avfattad i oklara ordalag och gav därför, som Bismarck senare (i Nordtyska förbundets riksdag den 18 mars 1867) sade, en viss "latitud" vid genomförandet. Detta visade sig vid de förhandlingar som våren 1867 inleddes mellan preussiska regeringen och den danska, ty den förra framställde då så långtgående krav på garantier för i Nordslesvig kvarboende tyskars nationella rättigheter att danska regeringen fann sig nödsakad att avslå dem för att slippa råka i ständigt beroende av Tyskland. Detta ansågs nödvändigt, särskilt som de danska sändebuden under förhandlingarna inte kunde få klarhet i hur stort landområde Danmark kunde tänkas återfå genom eventuella eftergifter. Underhandlingarna avbröts därför i mars 1868 och återupptogs inte. 
Bismarck slöt hösten 1878 en traktat med Österrike (i Wien den 11 oktober; offentliggjord först 4 februari 1879), genom vilken Österrike "för att knyta de band ännu fastare, som består mellan de båda makterna", medgav, att villkoret ("modaliteten") upphävdes för Österrikes avstående i Pragfredens 5:e artikel av sina rättigheter rörande Slesvig och Holstein. Danmark, som inte var part i Pragfreden, hade inte någon juridisk rätt att kräva med stöd av 5:e artikeln, och detta erkändes officiellt av danska regeringen såväl samma år som än uttryckligare genom konventionen om optantbarnen av den 11 januari 1907. Denna inleddes med orden: "sedan gränserna mellan Danmark och Preussen fastställts genom fredstraktaten i Wien av 30 oktober 1864 och genom de dispositioner, som Hans Majestät konungen av Preussen och Hans Majestät kejsaren av Österrike träffat i kraft av sagda traktat". 
I Danmark och än mera bland Nordslesvigs dansktalande befolkning såg man dock ofta Pragfredens 5:e artikel som ett löfte givet åt nämnda dansktalande befolkning 1866, vilket även efter den preussisk-österrikiska överenskommelsen av 1878 skulle kvarstå (åtminstone moraliskt) bindande. Man hoppades därtill att tyska folket av hänsyn till detta löfte och av aktning för nationalitetskänslan skulle manas att till Danmark återställa den danskspråkiga delen av Slesvig. Under nationalitetskampen i Nordslesvig spelade "§5" också länge en framträdande roll. Först 1920, efter första världskriget, förverkligades den. 